# Corbita (Schiffstyp)
Die römische Corbita (pl. Corbitae) war einer der wichtigsten Handelsschifftypen des römischen Reichs.
Trotz des gut ausgebauten Straßensystems wurde der Handel im römischen Reich hauptsächlich mit Schiffen abgewickelt. Das lag daran, dass ein Schiff wesentlich mehr Güter sehr viel schneller transportieren konnte als die kleinen Wagen. Die Seefahrt der Römer erstreckte sich auf dem Höhepunkt der Macht des Römischen Reichs im Osten bis nach Muziris an der Südwestküste Indiens.
Ursprünglich waren die Römer kein Seefahrervolk. Erst als die Punischen Kriege gewonnen waren und Nordafrika sich in römischen Händen befand, wurde die Seefahrt ein wichtiger Transportweg. Viele Seeleute kamen daher aus Griechenland, Phönizien, Nordafrika oder der Arabischen Halbinsel, doch die Zahl der römische Seeleute erhöhte sich im Laufe der Zeit.

## Grundlegender Aufbau

### Rumpf

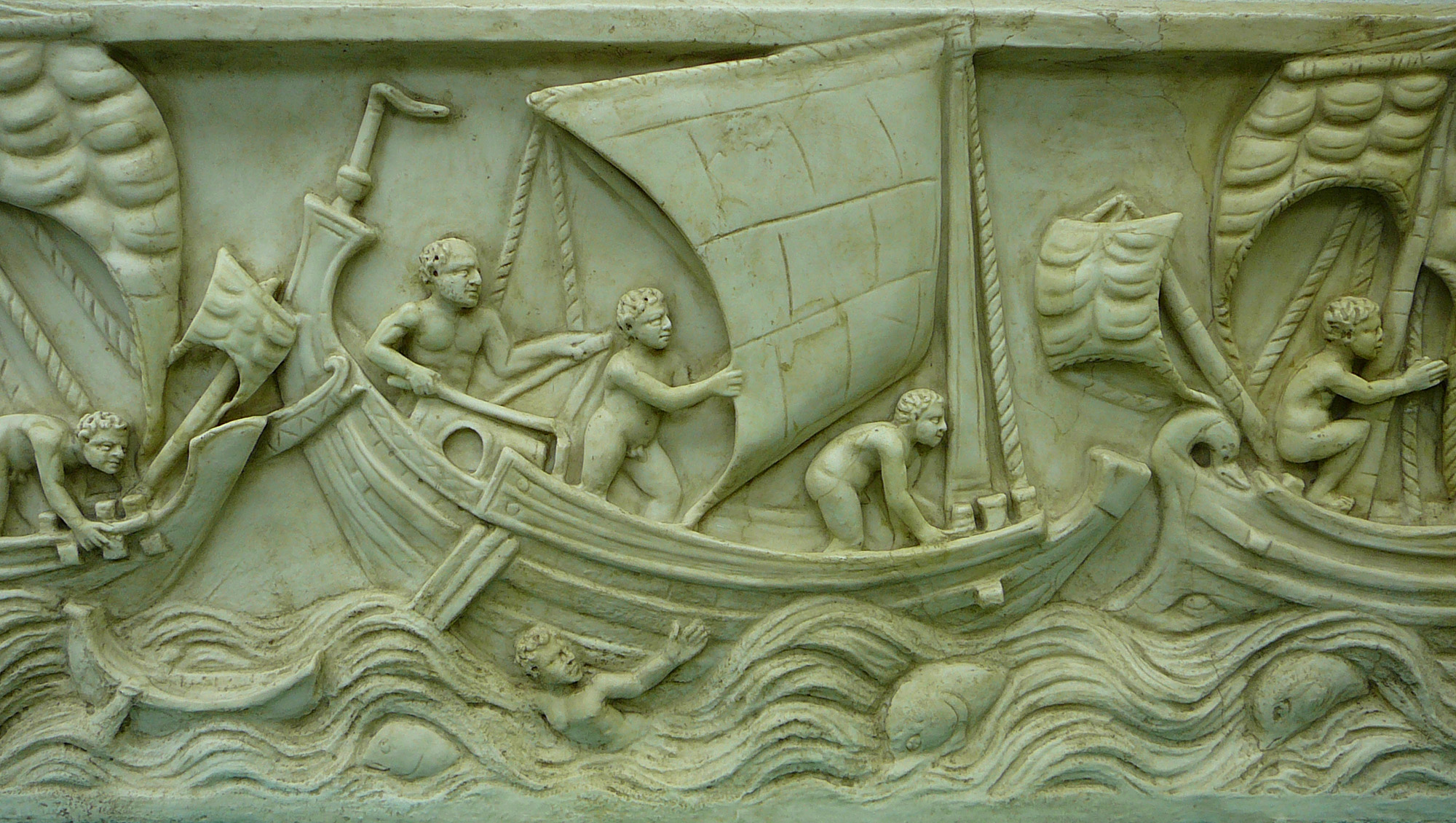
Römisches Schiff mit Sprietsegel (3. Jh. n. Chr.); Spiere (links) großteils vom Segel verdeckt.

Die hölzernen Handelsschiffe hatten meist keine Ruderer, um Platz für die Ladung zu sparen, waren etwa 25–30 Meter lang, 8–10 Meter breit und konnten zwischen 60 und 300 t, meist aber 100 bis 150 t laden.
Die Ladung des Handelsschiffs war zum größten Teil unter Deck, die schwersten Güter, wie Erze oder Steine wurden im Kielraum, also dem untersten Teil des Schiffs, gelagert, was bei hohem Seegang das Schiff stabilisierte.
Vor dem abgerundeten Heck, der Rückseite des Schiffes, war ein kleiner Balkon, von dem aus der Steuermann das Ruder betätigte und wo sich der Kapitän und vornehme Reisende aufhielten. Daneben stand zu Verzierung oft ein Schwanenhals (lat. „aplustra“).
Durchschnittlich fuhr ein Schiff etwa 6 Knoten.

### Mast und Segel
Normale römische Handelsschiffe hatten einen aus einem Stück gehobelten Hauptmast, der am Hauptdeck und am Kielraum befestigt war. An ihm wurde das Großsegel befestigt. Weiters gab es am Bug ein kleineres Vorsegel. Am Bug war außerdem noch der Anker angebracht.
Die römischen Handelsschiffe hatten zum ersten Mal in der Geschichte der Seefahrt Sprietsegel in Verwendung, wie diese Abbildung auf einem Sarkophag aus dem 3. Jahrhundert n. Chr. beweist.

## Besatzung
Die Besatzung bestand aus einem Kapitän, einem Steuermann und einem Nautiker, der den Kurs festlegte und sich tagsüber nach dem Stand der Sonne und nachts nach den Sternen orientierte. Bei größeren Lastschiffen fuhr noch ein Beauftragter der Reederei mit, der für die Ladung verantwortlich war. Er konnte den Kapitän zur Routenänderung zwingen, wenn die Ware vorzeitig abgesetzt worden war oder noch weitere Häfen angelaufen werden sollten. Einen Zwischenfall, in dem der Beauftragte der Reederei in der Ausführung seiner Pflicht fast die damalige Stadt Myra verhungern lassen hätte, erzählt die Geschichte von Nikolaus von Myra.
Im Gegensatz zu den Galeeren, die viele Ruderer benötigten, wurde auf dem Segelschiff nur wenige einfache Seeleute als Besatzung gebraucht.
Schiffe völlig ohne Bewaffnung gab es nicht, da die Gefahr von Piraterie allgegenwärtig war. Viele kleinere Handelsschiffe fuhren bei ihren Lieferungen stets der Küste entlang, um in keinen Seesturm zu gelangen. Bei solchen Routen war diese Gefahr eines Angriffs natürlich besonders hoch, weswegen die Besatzung vor jeder Fahrt mit Handwaffen ausgerüstet werden musste. Piratenangriffe wurden erst 67 v. Chr. durch die militärische Kampagne von Gnaeus Pompeius weitgehend aus dem Mittelmeer geschafft.

## Reisende
Im Römischen Reich existierten keine reinen Passagierschiffe. Reisende suchten sich am nächsten Hafen ein Schiff, das zum gewünschten Reiseziel auslief. Wenn noch Platz für Reisende vorhanden war, konnten sie gegen Bezahlung an Bord gehen, mussten sich aber vorher selbst um ihre Verpflegung kümmern.

## Besondere Schiffstypen
Oft wurden besondere Schiffstypen eingesetzt, die nur für den Transport einer Ware konstruiert worden waren, z. B.
- „Naves lapidariae“, besonders verstärkte Schiffe, die für den Transport von Marmor bestimmt waren,
- „naves vinariae“, ausgestattet mit riesigen, bis zu 3000 Liter fassenden Fässern, für den Weintransport und
- „naves granariae“, die für Rom besonders wichtigen Getreideschiffe, die keine technischen Besonderheiten vorweisen konnten, aber eine Länge von bis zu 55 Meter, eine Breite von bis zu 13 m und eine Deckhöhe über Kiel von 13,5 m hatten und dadurch eine große Ladung von bis zu 1228 t aufnehmen konnten.[4]